# ألكسندرا سولداتوفا
ألكسندرا سيرجيفنا سولداتوفا (بالروسية: Александра Сергеевна Солдатова)؛ من مواليد 1 يونيو 1998) لاعبة جمباز إيقاعية روسية متقاعدة. إنها الحائزة على الميدالية البرونزية في جميع أنحاء العالم لعام 2018،  وبطلة الشريط العالمي لعام 2018،  وبطولة سباق الجائزة الكبرى النهائي لعام 2016،  والبطلة الوطنية الروسية الشاملة لعام 2016. على مستوى المبتدئين،  هي بطلة الشريط الأوروبي للناشئين لعام 2012 وحصلت مرتين على الميدالية الوطنية الروسية للناشئين الشاملة.
دربت من قبل آنا شوميلوفا-دياتشينكو. في 24 ديسمبر 2020، أعلنت سولداتوفا تقاعدها من الجمباز التنافسي.

## روابط خارجية
- نتائج الجمباز الإيقاعي
- ألكسندرا سولداتوفا على إنستغرام